# خال اپیدرمی دیسکراتوتیک آکانتولیتیک
خال اپیدرمی دیسکراتوتیک آکانتولیتیک (به انگلیسی: Acantholytic dyskeratotic epidermal nevus) یک بیماری پوستی مشابه با نوع عمومی بیماری داریر است.: 849  «نوس اپیدرمی دیسکراتوتیک آکانتولیتیک» نام دیگر همین اختلال است.: 849 